# Carica papaya
La papaia o papaya (Carica papaya L.) è una pianta della famiglia delle Caricacee.

## Descrizione
Si presenta come un piccolo albero poco ramificato, potrebbe ramificare in caso di ferite, con un fusto alto sino a 5–10 m.
Il tronco, anche negli esemplari maturi, ha una consistenza tenera, poco legnosa, e presenta cicatrici prodotte dalla crescita e caduta delle foglie superiori. 
La linfa è di consistenza lattea e tossica allo stato naturale per l'essere umano, potendo produrre irritazioni allergiche al contatto con la pelle.
Le foglie, disposte a rosetta all'apice del tronco, sono larghe, palmato-lobate, 50–70 cm di diametro.
I fiori sono prodotti all'ascella delle foglie.

## Il frutto

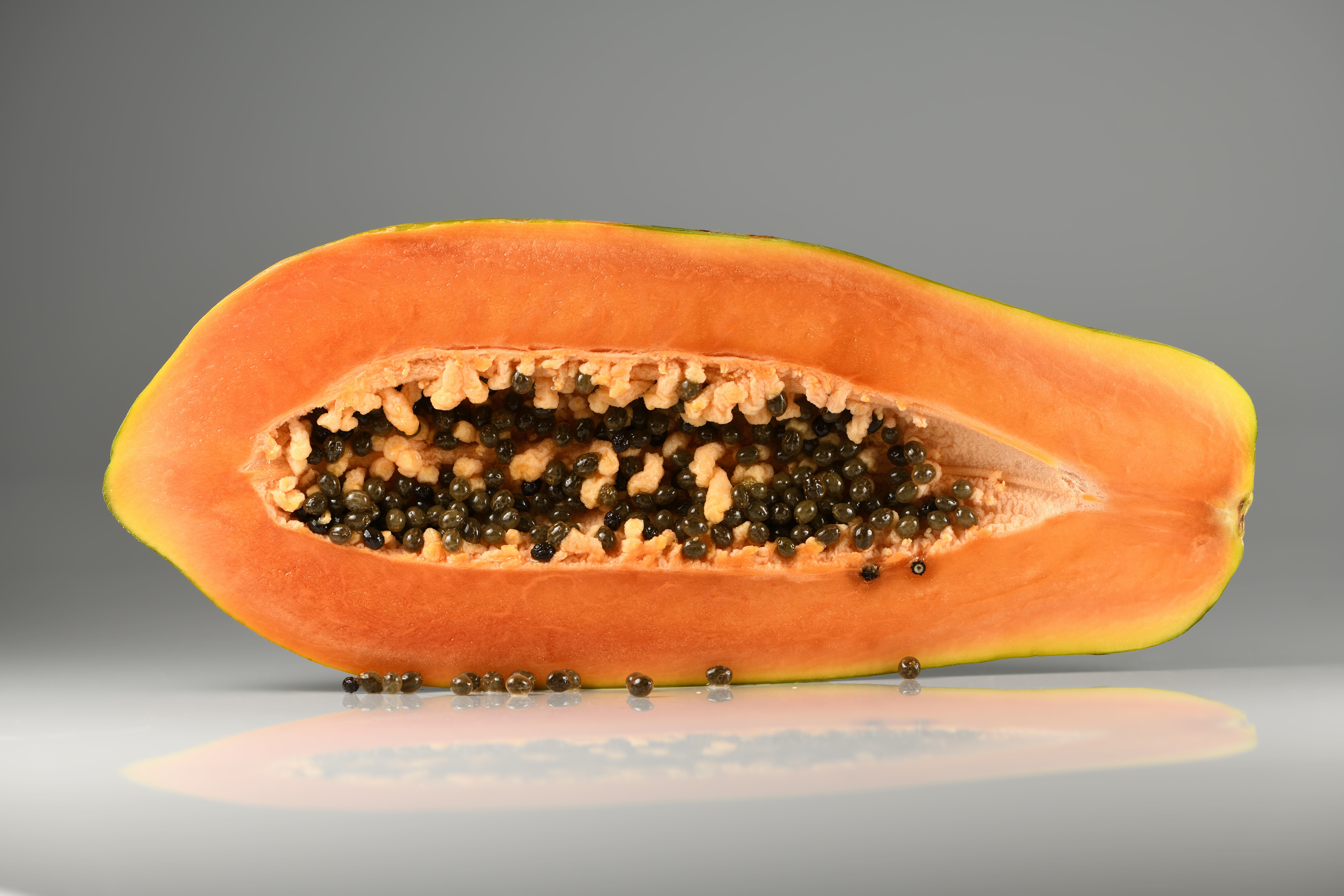
Papaya

La papaya ha una consistenza delicata e una forma oblunga e può essere di color verde, giallo, arancione o rosa. Può pesare fino a 9 kg. La dimensione dei frutti diminuisce in funzione dell'età della pianta. I frutti e i fiori si trovano in grappoli subito sotto l'inserzione dei piccioli delle foglie palmate.
Per esigenze di commercializzazione nella maggior parte dei casi non devono pesare più di 500 o 600 g, specialmente nelle varietà di piante nane, molto produttive e destinate generalmente all'esportazione, per essere più trasportabili e durare di più dopo la raccolta fino al momento del loro consumo.
La pianta non è esigente in quanto ai suoli, potendo svilupparsi in qualunque terreno abbandonato o perfino in grandi vasi. È una delle piante più produttive in relazione alla sua dimensione perché fiorisce continuamente e ha sempre allo stesso tempo fiori e frutti. Lo sviluppo dei frutti causa la caduta delle foglie inferiori, quindi i frutti sono sempre allo scoperto rispetto alle foglie, esposti alla luce solare.
La specie si presenta naturalmente dioica, però la selezione artificiale ha prodotto specie ermafrodite. La papaya è conosciuta come frutta da consumo, tanto come frutto intero che come frullato e dolce (elaborati con frutta verde bollita con zucchero), e ha alcune proprietà notevoli per facilitare la digestione degli alimenti di difficile assimilazione.

## Distribuzione e habitat
È una pianta originaria del Messico, conosciuta e utilizzata in tutta l'America da molti secoli, per quanto oggi si coltivi in molti Paesi di altri continenti, principalmente in Asia e Africa. Prima dell'arrivo degli europei, in Messico era chiamata Chichihualtzapotl, che in nahuatl significa "frutto dolce (da) balia", ed era un frutto particolarmente connesso con la fertilità.
Vive in ambienti tropicali (America centrale e meridionale e Asia Pacifica) a temperature che non devono mai scendere sotto 0 °C per evitare una malattia tipica della pianta, la carpellodia.
Nelle Filippine il frutto della papaya è oggetto di coltivazioni industriali di grande rilievo per l'economia del Paese. Di particolare pregio le coltivazioni sull'isola di Guimaras, nota per la grande varietà e qualità delle piante da frutta.
In Italia può essere coltivata sulle coste siciliane e su quelle meridionali e occidentali-meridionali calabresi (da Reggio Calabria a Capo Spartivento): tuttavia a causa delle basse temperature invernali fruttifica solo da aprile a novembre, a differenza delle regioni tropicali dove fruttifica tutto l'anno.

## Usi alimentari
Il frutto, di grandi dimensioni, ha un uso simile al melone. Il dulce de lechosa è un dessert tradizionale del Venezuela. È una papaya conservata che viene tradizionalmente prodotta a Natale e Pasqua. Anche sulla costa pacifica della Colombia dove è conosciuto come cabellito de papaya o biche. In Thailandia il frutto acerbo, tagliato a julienne, serve come base per la som tam (thai: ส้มตํา) nota come insalata di papaya verde. Nelle Filippine, dove gli alberi di papaya sono spesso coltivati nei pressi delle abitazioni, il frutto viene regolarmente consumato fresco e utilizzato come ingrediente per la preparazione di numerosi piatti locali come l'atchara, i lumpia e in diverse ricette di pollo e maiale. Il frutto della papaya è inoltre utilizzato come frutta secca.

## Usi medicinali
Dalla papaya si estrae in medicina la papaina, principio attivo con funzione proteolitica. Contrariamente alla credenza popolare esso non favorisce il dimagrimento, ma la semplice digestione delle proteine. Di questo enzima se ne producono più di 1 000 tonnellate annuali nel mondo e viene usato nella fabbricazione di birra, cosmetici e nell'industria alimentare. La papaina è impiegata anche per ammorbidire le carni: nei barbecue si usa il succo che fluisce tagliando la corteccia della papaya verde per versarlo sopra la carne, rendendola molto tenera e succosa.

## Produzione
| I 10 maggiori produttori di papaya nel 2018 | I 10 maggiori produttori di papaya nel 2018 |
| Paese                                       | Produzione (tonnellate)                     |
| ------------------------------------------- | ------------------------------------------- |
| India                                       | 5 989 000                                   |
| Brasile                                     | 1 060 392                                   |
| Messico                                     | 1 039 820                                   |
| Rep. Dominicana                             | 1 022 498                                   |
| Indonesia                                   | 887 591                                     |
| Nigeria                                     | 833 038                                     |
| RD del Congo                                | 213 769                                     |
| Venezuela                                   | 188 636                                     |
| Colombia                                    | 183 732                                     |
| Cuba                                        | 176 630                                     |
| Mondo                                       | 13 290 321                                  |